# Народження та смерть Сонця
«Народження та смерть Сонця» (англ. The Birth and Death of the Sun at the Internet Archive) — науково-популярна книга фізика-теоретика та астрофізика Георгія Гамова, вперше опублікована в 1940 році, присвячена атомній хімії, еволюції зір і космології. Книгу проілюстрував сам Гамов. Книга була перевидана з виправленнями в 1952 році.

## Відгуки
Відгуки на книгу були позитивні. У лютому 1941 року Джерард Малдерс написав, що книга «дає автентичну інформацію нетехнічною мовою, з якої повністю виключено математичні формули. Захопливе представлення найсучасніших фізичних та астрофізичних результатів, іскрометний гумор, оригінальні малюнки та графіки сподобаються як вченим, так і любителям».
У квітні 2015 року фізик і нобелівський лауреат Стівен Вайнберг включив «Народження і смерть Сонця» в свій список «13 найкращих наукових книг для загального читача».